# さわやかウォーキング
さわやかウォーキングは、東海旅客鉄道（JR東海）が企画・主催するウォーキングイベントである。参加によってポイントが積算されていき、貯まったポイントに応じて様々な賞品がプレゼントされる。
本項では、2021年に実施されたTOICA de ウォーキングについても記述する。

## 概要
1991年秋に名古屋地区で初めて行われた（最初に行われたコースは10月6日に関ケ原駅を起点とする「関ケ原古戦場めぐり」）。その後1994年には静岡地区において「わくわくハイキング」が開催されていた（最初に行われたコースは4月3日に金谷駅を起点とする「さくらハイキング」）が、1999年に「さわやかウォーキング」に名称が統一された。

## マスコットキャラクター
さわやかウォーキングにはマスコットキャラクターが用意されており、掲示物やリーフレット・コースマップなどで使用されるほか会場に着ぐるみが登場することもある。
名称はいずれも一般公募で命名された。

### あゆむ君
名古屋・飯田地区担当のカメ。2008年に命名。

### さわちゃん・ぽぽちゃん
静岡地区担当の2匹のウサギ。ピンク色のウサギが「さわちゃん」、黄色のウサギが「ぽぽちゃん」。
2014年に命名。

## コース設定
基本的に通年土休日に実施されるが、7月と8月は実施されない。かつては通年設定のコースもあった。
ほとんどのコースが事前の申し込み不要。おおむね駅がスタートとなるが、まれに駅前からバスなど、ほかの公共交通機関を利用することもある。私鉄・バスの利用や施設への入館などを伴う場合を除き、参加は無料である。
スタート・ゴールは多くが自社沿線に設定されているが、接続する伊勢鉄道・天竜浜名湖鉄道・長良川鉄道などの第三セクター鉄道、近江鉄道・大井川鐵道・養老鉄道などの私鉄、他のJRグループ会社である東日本旅客鉄道（JR東日本）・西日本旅客鉄道（JR西日本）エリアの駅を起点としたコースも設定されている。特殊なコースとして2005年以降に東海汽船とタイアップした伊豆大島へのスペシャルコースが設定された事例もある。
また2007年から名古屋地区では「ミステリー・ウォーキング」と称し、スタート駅やコースを事前に発表せず直前までの「お楽しみ」とする企画も行われている。2008年春期には静岡地区でコース案そのものを一般公募し、優秀なコース案を今後の開催コースとして採用する試みも行われている。2015年5月5日には、名古屋鉄道が実施するウォーキングイベント「電車沿線ハイキング」と共同で名鉄犬山線西春駅を起点とし、JR中央本線勝川駅を終点とした「イチローの故郷・豊山と名古屋空港をめぐる」コースが実施された。

### TOICA de ウォーキング
新型コロナウイルスの感染拡大に伴い、2021年10月から12月にかけて静岡地区の一部ウォーキングがTOICA de ウォーキングとして開催された。感染対策として、参加にはTOICAまたは共通利用できる交通系ICカードの番号による事前予約を必須とし、参加人数を絞っての開催としていた。当初の開催期間を終えた2022年以降は設定されていない。
ポイント制度は「さわやかウォーキング」と共通化されており、賞品の交換もできた。

## ポイント
会員カードもしくはWeb会員証（どちらも無料）を所持していると、ゴール時にポイントが付与される。ポイントは積算されていき、ポイント数に応じてウォーキンググッズがプレゼントされる。過去にはそれに加えて参加カードと共通の「エコ歩゜イント（えこぽいんと）」を集めるとエコ関連商品が貰えたが、2011年2月に廃止された。

## アクセス

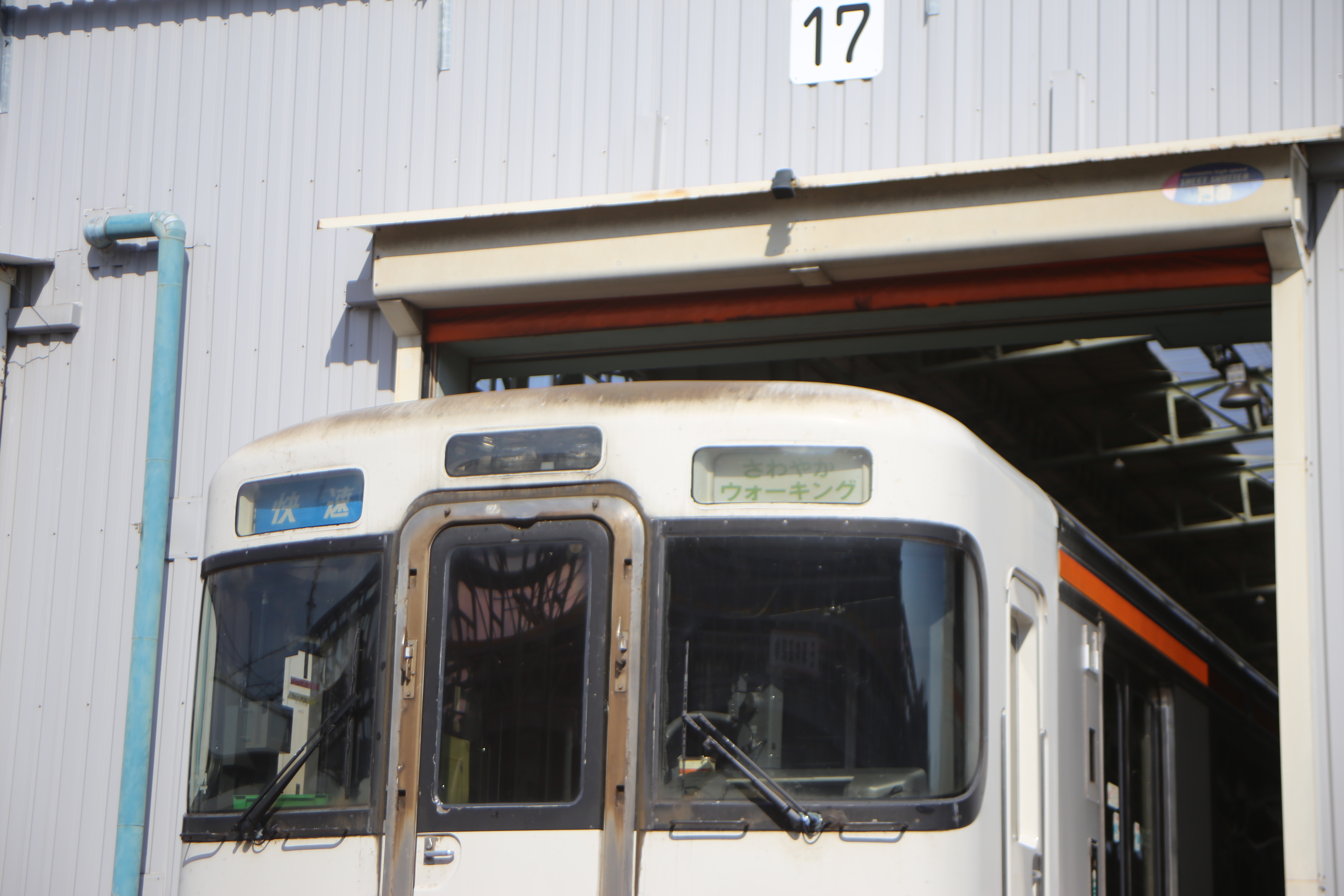
「快速 さわやかウォーキング号」の方向幕（2022年10月、JR東海名古屋工場）

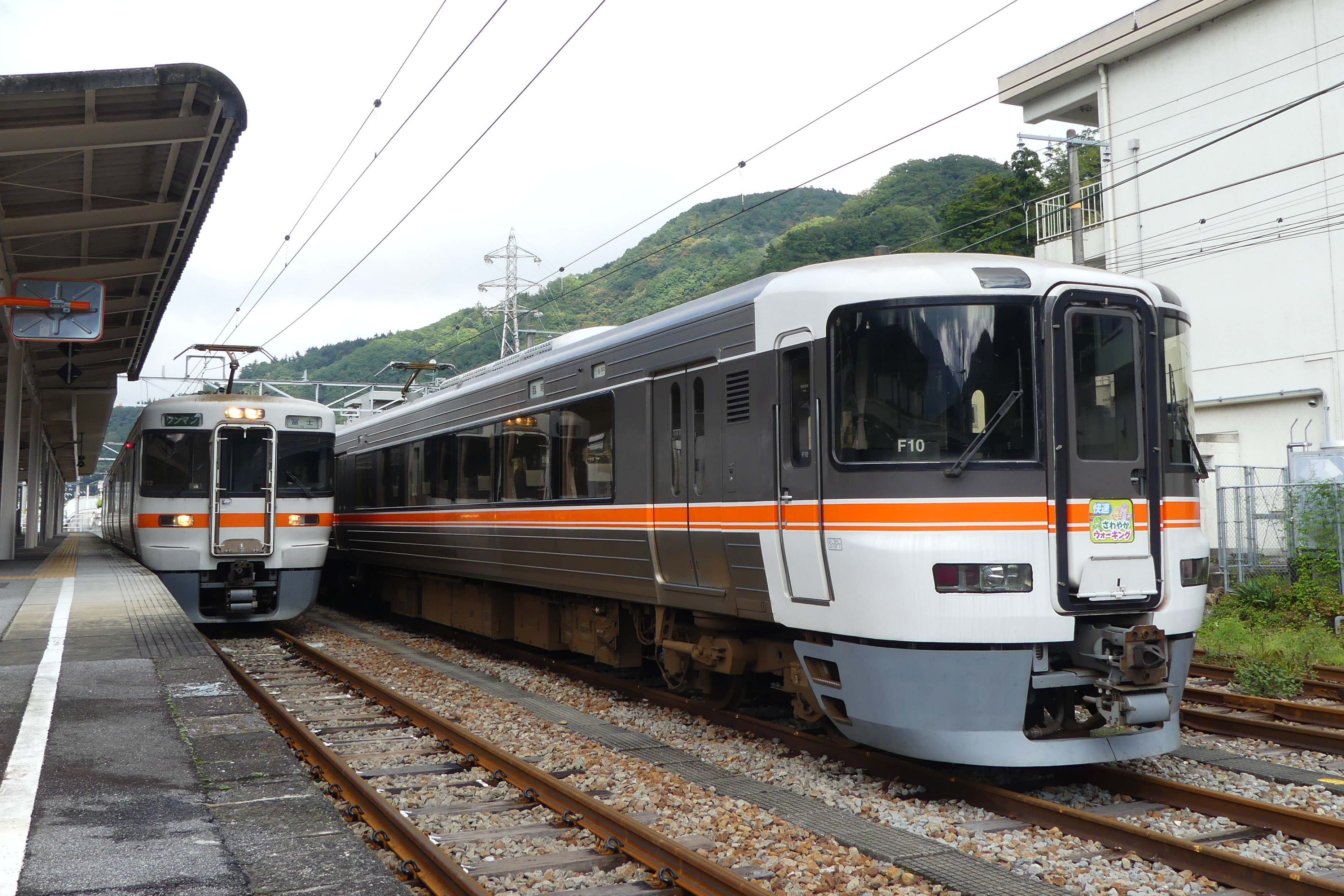
373系「さわやかウォーキング号」のヘッドマーク（2016年10月8日、身延駅）

当日は特急列車や快速列車をスタート駅に臨時停車させることがあるほか、定期列車のスタート駅までの臨時延長運転、アクセスに適した臨時列車の運転が行われている。なお、全車指定席制の特急「あさぎり」が過去に沼津駅まで運行されていた頃には沼津駅 - 御殿場駅間に限って設定されていた自由席区間をこのイベントのために最遠で松田駅まで延長する措置も実施されていた。
名古屋駅や都市部からある程度離れた開催地に向けて、臨時列車の「さわやかウォーキング号」が設定されることもある。列車種別は特急、急行、快速のいずれの場合もあり、特急用373系電車で運転される際には全席指定もしくは座席定員制となる場合がある。但し、2023年6月18日に沼津駅周辺で開催された際など、現地で開催されるイベントとの連動企画の場合は、その当該イベントの名前が冠せられる。